# 1886-os nagy délnyugati vasúti sztrájk
Az 1886-os nagy délnyugati vasutassztrájk több mint 200 000 munkást érintő szakszervezeti sztrájk volt az Amerikai Egyesült Államokban. 1886. március 1-jén kezdődött, amikor öt államban a vasutasok sztrájkoltak a Jay Gould tulajdonában lévő Union Pacific és Missouri Pacific vasúttársaságok ellen. Legalább tíz ember meghalt. A sztrájk két hónapon belüli felbomlása közvetlenül a Knights of Labor, (Munka Lovagjai) összeomlásához és az Amerikai Munkásszövetség megalakulásához vezetett.

## Háttér
A sztrájk gyökerei a munkásakciók, tárgyalások és ideiglenes megállapodások egész 1885-ig tartó sorozatában kezdődtek. A Knights of Labor és Gould Union Pacific vasúttársasága megállapodott, amely tartalmazta azt az elvet, hogy "senkit sem szabad elbocsátani megfelelő értesítés és vizsgálat nélkül." Ezt állítólag megsértették, amikor egy Charles A. Hall nevű Knights of Labor-tagot a texasi Marshallban kirúgtak, mert munkaidőben vett részt egy szakszervezeti gyűlésen. A lovagok 101. számú kerületi gyűlése és annak vezetője, Martin Irons sztrájkot hirdetett.
Martin Irons, aki először 1884-ben lett a Knights of Labor tagja, jelentős szerepet játszott a 101. kerületi gyűlés megalakításában, amely Jay Gould délnyugati vasútjainál alkalmazott munkásokból állt. Irons végül a szakszervezeti gyűlés végrehajtó bizottságának elnöke lett, és később a sztrájk vezetőjeként vált ismertté. Irons hitt és harcolt a munkások széles körű és átfogó szakszervezetéért olyan alapon, amely ellensúlyozza az összesített és egyesített vagyon hatalmát.
A lovagok és Martin Irons 101. számú kerületi gyűlésének ellenzéki oldalán Jay Gould állt. Gould vasúti vezető, pénzügyi spekuláns és kegyetlen monopolista volt. Gould szigorú és gátlástalan üzletember volt, ami korának egyik leggazdagabb emberévé tette. Gouldnak nem volt lelkiismeret-furdalása a munkásokkal, a vezetőkkel és a piaccal szemben. Mindenkor igyekezett szinte mindenkit, akit csak látott, sarokba szorítani, hogy minden vasúti dologból hasznot húzhasson. Emiatt Gould élete során népszerűtlen figura volt, és máig ellentmondásos. Gouldot egy baljós, hatalommániás figurának állították be, aki szándékosan és módszeresen olyan konfrontációba csalta a DA 101 vezetőit, amely lehetővé tette számára, hogy a vasútjain tönkretegye a lovagokat.
Egy héten belül több mint 200 000 munkás sztrájkolt Arkansas, Illinois, Kansas, Missouri és Texas államokban. A St. Louis Post-Dispatch egyik szalagcíme így szólt: "A forgalom megfojtva: a Gould-rendszer a munkáslovagok kegyelmében".
A Mozdonyvezetők és Vasutasok Testvérisége azonban nem volt hajlandó tiszteletben tartani a sztrájkot, és tagjai tovább dolgoztak. Eközben a Gould azonnal sztrájktörőket bérelt fel a vasútra, akik közül néhányan Pinkerton-ügynökök voltak. A sztrájk idején a Gould birtokolta az Amerikai Egyesült Államok összes vasúti pályájának mintegy 12 százalékát.
Március 10-ig nem jelentettek komolyabb erőszakos cselekményeket. Egy sztrájktörőt állítólag megvertek Fort Worthben. Az egyre gyakoribb szabotázscselekmények azonban a törvénytelenséggel határosak voltak: mozgó vonatok megtámadása és működésképtelenné tétele, fenyegető üzenetek és látogatások a dolgozó mozdonyvezetőknél, gyújtogatások az udvarokon, valamint a Missouri állambeli DeSotóban 600 lovagból és szimpatizánsból álló tömeg vonult a fűtőházba, hogy lecsapolja a mozdonyok kazánjait. A vasúti munkások egyik kedvenc taktikája volt, hogy a gőzmozdonyokat hidegre tették, így a vasút kénytelen volt akár hat órán át is várni, mire lassan újra felmelegedtek a gőzmozdonyok a használatra.
1886. március 19-én Terence V. Powderly, a Munkáslovagok Nagymestere a Missouri állambeli Kansas Cityben találkozott a Munkáslovagok más vezetőivel, Kansas és Missouri állam kormányzóival, valamint a vasút tisztviselőivel, hogy megpróbáljanak véget vetni a sztrájknak. A találkozó két napig tartott, de a felek nem tudtak megegyezni.

## Áldozatok és hadiállapot
Gould és a vasúttársaság vezetői továbbra is ellenálltak a sztrájkkövetelések teljesítésének. Április 3-án a texasi Fort Worthben egy Richard Townsend nevű Tarrant megyei képviselőt lelőttek a rendőrök és a mintegy 500 fős tömeg közötti összecsapásban. Április 9-én az Illinois állambeli East St. Louisban, ahol mintegy nyolcvan váltókezelő indított szimpátiasztrájkot a Louisville and Nashville Railroad ellen, erőszak tört ki, amikor a sztrájkolók tömege összecsapott nyolc, egy tehervonatot őrző rendőrrel. Az őrök a fenyegetőző tömegbe lőttek, megöltek hat járókelőt, és épphogy elkerülték Maurice Joyce polgármester lelövését. A feldühödött tömeg válaszul felgyújtotta a vasúti pályaudvarokat.
Ezen incidensek után Gould katonai segítséget kért az érintett államok kormányzóitól. Missouri kormányzója mozgósította az állami milíciát, Texas kormányzója pedig az állami milíciát és a Texas Rangers-t is. Kansas kormányzója ezt elutasította, miután a helyi tisztviselők nem számoltak be erőszakos incidensekről, annak ellenére, hogy a vasúti vezetők azt állították, hogy a csőcselék átvette a vonatok feletti ellenőrzést, és a vasúti pályaudvarok felgyulladtak.
Április 26-án szabotázs miatt kisiklott egy tehervonat a kansasi Wyandotte közelében, ahol a személyzet két nem sztrájkoló tagját a roncsok és a Kaw folyó iszapja temette maga alá. Egy besúgó bizonyítékai alapján hat lovagot vádoltak meg a bűncselekménnyel. Április 8-án pedig egy John Gibbons nevű sztrájkolót halálosan lelőtt egy "nem szakszervezeti váltókezelő és magánőr" St. Louisban.
Az állami rendőri hatalom gyakorlása a vasutak nevében megtorlásra késztette a szakszervezeti tagokat. Az erőszak terjedésével a közvélemény a munkások ellen fordult. A Pinkerton-ügynökök fizikai támadásai munkások ezreit ijesztették el, hogy visszatérjenek a munkába. A sztrájkot május 4-én hivatalosan lefújták.

## A Munkáslovagok összeomlása
A nagy délnyugati vasutassztrájk kudarca jelentette a Knights of Labor első jelentős vereségét. Amikor a sztrájk nem nyerte el a mérnökök és más ipari munkások támogatását, a Knights ipari szakszervezetről alkotott elképzelése is elsorvadt. A Knightson belüli különböző frakciók között belső konfliktus tört ki, amely megbénította a szakszervezetet.
A nagy délnyugati vasutassztrájk, a Haymarket-ügy és az 1887-es louisianai cukorsztrájkok összeomlása demoralizálta a Knights of Labor-t és felerősítette a vezetőséget. 1890-re a Knights of Labor tagsága 90 százalékkal csökkent. A munkáltatók a sztrájkok leverésére olyan modellt fogadtak el, amely a szilárd kitartást és a kormánycsapatok hívását követelte.
Miközben a vasúti sztrájk összeomlása visszavetette az amerikai munkásmozgalmat, a Knights of Laboron belüli állítólagos szervezeti problémák is nyilvánvalóvá váltak. Ez arra késztette Samuel Gomperst a szivargyárosok szakszervezetétől, Peter J. McGuire-t az ácsok szakszervezetétől és másokat, hogy megszervezzenek egy hatékonyabbnak vélt munkásszervezetet. Ők és néhány más küldött 1886. december 8-án az ohiói Columbusban találkoztak, hogy megalapítsák az Amerikai Munkásszövetséget.

## Fordítás
- Ez a szócikk részben vagy egészben  a   Great Southwest railroad strike of 1886 című angol Wikipédia-szócikk ezen változatának fordításán alapul.  Az eredeti cikk szerkesztőit annak laptörténete sorolja fel. Ez a jelzés csupán a megfogalmazás eredetét és a szerzői jogokat jelzi, nem szolgál a cikkben szereplő információk forrásmegjelöléseként.